# Primera misa en Chile
La primera misa en Chile fue celebrada el 11 de noviembre de 1520 en el cerro Monte Cruz de la Bahía de Las Sardinas (denominada así en los escritos de Antonio Pigafetta y rebautizada en la actualidad como Bahía Fortescue), en la Región de Magallanes y de la Antártica Chilena, dentro del periodo historiográfico conocido como Descubrimiento de Chile. El rito realizado por el sacerdote ecijano Pedro de Valderrama, capellán de la expedición de Magallanes-Elcano, al ser parte de la liturgia católica y donde fue consagrada la eucaristía, es considerado como el primer acto del cristianismo y de la evangelización en el territorio de la República de Chile. 

## Historia
La evidencia historiográfica que existe de la celebración del primer rito de la Iglesia católica en Chile fue documentada en las crónicas de viaje escritas por el explorador y geógrafo italiano, Antonio Pigafetta, quien iba en la expedición dirigida por Hernando de Magallanes y Juan Sebastián Elcano entre 1519 y 1522. Con posterioridad a la misa celebrada en el Monte Cruz, el Padre de Valderrama también ofreció, al año siguiente, la primera misa en Filipinas durante la misma travesía. 
Existe una obra pictórica de Pedro Subercaseaux llamada «La Primera Misa de Chile», la cual retrata la primera liturgia celebrada en territorio chileno durante la expedición de Almagro a Chile, iniciada quince años después de la misa celebrada por el Padre de Valderrama. 

### Conmemoración de los 500 años
En 2020 y dentro de las conmemoraciones de los quintientos años del oficio de la primera misa en Chile, la Armada de Chile a través del Departamento de Obras y Construcciones de la Tercera Zona Naval diseñó y construyó una cruz monumental que fue erigida en la cumbre del Monte Cruz, en la Bahía Fortescue. Dicha obra fue financiada en su totalidad por empresas privadas y feligreses católicos de la región.
Asimismo y para la ocasión, el Papa Francisco envió una carta al obispo de la diócesis de Punta Arenas con el objeto de rememorar el hito histórico. En la misiva el sumo pontífice escribió: 

«Esta es una fecha histórica, no sólo para la diócesis de Punta Arenas sino para toda la Iglesia católica en Chile, pues hace 500 años, el 11 de noviembre de 1520, la Divina Providencia quiso que, en el cerro Monte Cruz, en el estrecho de Magallanes, el sacerdote Pedro de Valderrama, capellán de la expedición de Hernando de Magallanes, ofreciera por vez primera, en aquellas tierras, el sacrificio de la Santa Misa»
Papa Francisco

Bajo el lema en latín Deus ab austro veniet (en español «Dios entró desde el Sur»), citando y haciendo un parafraseo del profeta Habacuc (3:3 del libro de Habacuc), la diócesis de Punta Arenas organizó las celebraciones destacando que la realización de la primera misa fue próxima al punto más austral del mundo y en la zona austral de Chile.